# العلاقات الشمال مقدونية الكورية الجنوبية
العلاقات الشمال مقدونية الكورية الجنوبية هي العلاقات الثنائية التي تجمع بين شمال مقدونيا وكوريا الجنوبية.

## مقارنة بين البلدين
هذه مقارنة عامة ومرجعية للدولتين:
| وجه المقارنة                                              | شمال مقدونيا                                               | كوريا الجنوبية                                                          |
| --------------------------------------------------------- | ---------------------------------------------------------- | ----------------------------------------------------------------------- |
| المساحة (كم2)                                             | 25.71 ألف                                                  | 100.30 ألف                                                              |
| عدد السكان (نسمة)                                         | 2.08 مليون                                                 | 51.47 مليون                                                             |
| الكثافة السكانية (ن./كم²)                                 | 80.9                                                       | 513.16                                                                  |
| العاصمة                                                   | إسكوبية                                                    | سول                                                                     |
| اللغة الرسمية                                             | اللغة المقدونية، اللغة الألبانية                           | اللغة الكورية                                                           |
| العملة                                                    | دينار مقدوني                                               | وون كوري جنوبي                                                          |
| الناتج المحلي الإجمالي (بليون دولار)                      | 11.34 مليار                                                | 1.53 تريليون                                                            |
| الناتج المحلي الإجمالي (تعادل القوة الشرائية) بليون دولار | 29.26 مليار                                                | 1.75 تريليون                                                            |
| الناتج المحلي الإجمالي الاسمي للفرد دولار أمريكي          | 4.85 ألف                                                   | 27.22 ألف                                                               |
| الناتج المحلي الإجمالي للفرد دولار أمريكي                 | 16.25 ألف                                                  |                                                                         |
| مؤشر التنمية البشرية                                      | 0.747                                                      | 0.901                                                                   |
| رمز المكالمات الدولي                                      | +389                                                       | +82                                                                     |
| رمز الإنترنت                                              | .mk                                                        | .kr                                                                     |
| المنطقة الزمنية                                           | توقيت وسط أوروبا، ت ع م+01:00، ت ع م+02:00، أوروبا/سكوبيه ‏ | توقيت كوريا الجنوبية، ت ع م+09:00، آسيا/سيول ‏، ت ع م+08:00، ت ع م+08:30 |

## منظمات دولية مشتركة
يشترك البلدان في عضوية مجموعة من المنظمات الدولية، منها:
| علم المنظمة | اسم المنظمة                               | تاريخ انضمام شمال مقدونيا | تاريخ انضمام كوريا الجنوبية |
| ----------- | ----------------------------------------- | ------------------------- | --------------------------- |
|             | مؤسسة التمويل الدولية                     | 25 فبراير 1993            | 16 مارس 1964                |
|             | منظمة حظر الأسلحة الكيميائية              | ?                         | ?                           |
|             | يونسكو                                    | 28 يونيو 1993             | 14 يونيو 1950               |
|             | الأمم المتحدة                             | 8 أبريل 1993              | 17 سبتمبر 1991              |
|             | منظمة الشرطة الجنائية الدولية             | ?                         | ?                           |
|             | البنك الدولي للإنشاء والتعمير             | 25 فبراير 1993            | 26 أغسطس 1955               |
|             | الاتحاد البريدي العالمي                   | ?                         | ?                           |
|             | منظمة التجارة العالمية                    | ?                         | ?                           |
|             | مؤسسة التنمية الدولية                     | 25 فبراير 1993            | 18 مايو 1961                |
|             | المركز الدولي لتسوية المنازعات الاستشارية | 26 نوفمبر 1998            | 23 مارس 1967                |
|             | وكالة ضمان الاستثمار متعدد الأطراف        | 19 مارس 1993              | 12 أبريل 1988               |

## وصلات خارجية
- موقع وزارة الخارجية الكورية الجنوبية